# Володар світу (роман Жуля Верна)
«Володар світу» (фр. Maître du monde) — науково-фантастичний роман французького письменника Жюля Верна, написаний в 1904 році. Роман є одним з останніх творів письменника. У ньому з'являється герой Верна Робур-Завойовник, який раніше фігурував у однойменному романі.

## Сюжет
В околицях Скелястих гір відбуваються дивні речі. Жителів одного села турбує гора, яка називається «Орлине гніздо» (Грейт-Ейрі, Great-Eyry). Ночами звідти виходить полум'я, а іноді земля здригається від землетрусу. Одного разу вночі жителі почули ляскіт крил в небі, і після цього все заспокоїлося. Інспектора Строка відправляють на гору з'ясувати, що там відбувається.
Поліцейському не вдається проникнути на гору, після чого починають коїтися ще більш таємничі речі: на дорогах і на воді з'являється жахливий апарат невідомої потужності, власник якого незнаний, а інспектор починає отримувати листи з погрозами. Власник того апарата, що має назву «Грізний», підписується як «Володар світу».
Строк намагається схопити апарат, але натомість потрапляє в полон сам. Там він дізнається, що апарат створив винахідник Робур, який вдосконалив свою попередню машину, назвавши її «Грізний». Це десятиметровий транспортний засіб, здатний працювати як швидкісний катер, підводний човен, автомобіль і літак.
Робур керує своїм транспортом у грозу, щоб уникнути переслідувачів і прямує до Карибського моря. У «Грізного» влучає блискавка, він розривається на частини й падає в океан. Строка рятують з-під уламків, але тіло Робура так і не знаходять.

## Історія створення
Жюль Верн задумав роман ще в 1890-х роках, проте тоді його привабили досягнення в області балістики, і він відклав роман. Тоді він написав роман «Прапор Батьківщини», в якому описується могутня зброя. «Володар світу» був написаний лише в 1904 році. У ньому з'являється старий герой Верна Робур, однак, тут він вже не геніальний учений, мета якого — технічний прогрес людства, а диктатор, мета якого завоювати світ. Він усвідомив свою міць і захотів використовувати її проти людей. На відміну від капітана Немо, який до кінця життя залишається вірним своїй моралі, Робур стає жертвою свого дару.